# スタジオ秘密基地劇場
『スタジオ秘密基地劇場』（スタジオひみつきちげきじょう、英: Studio Secret Base Theater）は、長谷川裕一とスタジオ秘密基地（有賀悠羽揮・花笠比郎・榊蒼十郎他）による日本の漫画作品。『月刊マガジンZ』（講談社）および、Yahoo! JAPAN内コンテンツYahoo!コミックによるコラボレーションに基づくクロスオーバー作品企画『ヒーロークロスライン』（通称HXL）作品である。ウェブコミック誌『ヒーロークロスライン』にて連載された。単行本は全2巻。

## あらすじ
1999年、世界はオルタレイション・バーストと呼ばれる現象に巻き込まれた。平行世界を認知することで発生する超人、「ノッカーズ」。その多くは悪に走り、結果として以前より大分『何でもアリ』になってしまった世界。そんな世界を救うべく数多のヒーローたちもまた悪に呼応するが如く現われた。しかしそれとてほんの氷山の一角、この世にはまだ見ぬ知られざるヒーロー数多く存在した。
主人公格のキャラクター数名をスタジオ秘密基地のメンバーが描いている。
テンシマン
原案・作画/有賀悠羽揮、ストーリー・演出/長谷川裕一。
レクイエム・ランナー
原案/花笠比郎、メインキャラ作画/榊蒼十郎、ストーリー・演出/長谷川裕一。

## エピソード
第一巻
- 第一話　侵略大帝様VSギャラクティックマンション
- 第二話　侵略大帝様VSキャプテン・オーマイガー　アキハバラ空中大激突！
- 第三話　テンシマン
- 第四話　レクイエム･ランナー
- 第五話　鉄仮面フウ
- 特別編　オーマイガー

「わかりすぎた結末、あるいは失笑した宇宙もしくはキャプテン・オーマイガーの華麗なる挑戦」
『コミックマスター』Vol.6（1991年11月）に掲載された読切作品。一度著者単行本「機動戦士VS伝説巨神 逆襲のギガンティス（学習研究社・ノーラコミックスデラックス）」に収録された。
本編とは逆に別世界の「自分が描いている途中だったマンガの主人公」になってしまったと言う話。描いた内容に従って活躍を続けるが、ストーリーに出ない部分に個々人の事情やドラマがあることに気づき、準備していた「自分とヒロインだけが残る」と「自分が犠牲となって世界を救う」かという最後のオチをどちらを選ぶべきか悩み続ける。
第二巻
- 第六話　テンシマンII
- 第七話～十話　プロメテウス大戦

## 登場人物
キャプテン・オーマイガー／桜舞河大将（おうまいが ひろまさ）
漫画雑誌《少年クロスライン》で連載を持つ漫画家。類希なる想像力からオルタレイションバーストを起こし、自らの漫画の主人公『キャプテン・オーマイガー』に変身する。
外見的なデザインは編集者から『？』が付く姿だが飛行速度・マッハ１万、キック力・エメリアンヒョードルの1億倍など大雑把な設定によって最強クラスの力を持つ。プロメテウス大戦時から10年以上前に行方不明になったアイドル歌手「MEAN」の大ファンで学生時代に彼女の歌に背を押されて漫画家になった。
目下の悩みは社会貢献度とマンガ雑誌で作品が展開中であるのに反比例して知名度が極めて低く、テレビ局にすら「見知らぬノッカーズ」と呼ばれてしまう事。
侵略大帝（しんりゃくたいてい）
オルタレイションバーストによって別の宇宙の独裁者の記憶と姿を手に入れたノッカーズ。手始めに地球制服を企むが、チーム・ギャラクティックマンションに阻止される。
宇宙の独裁を望み、日和見主義だが悪人と言う訳ではなく秋葉原で知り合ったオーマイガーのアシスタントをするようになる。
権力を望む者を支配する「超銀河カリスマ波」を使ったり、暗示を掛けて意図的にオルタレイションバーストを起こす《その気ガス》を開発するなど芸が細かい。実は特撮マニアらしい。元々は長谷川作品に広く登場するキャラクター。
ナスターシャ
ロシアからやって来た声優志望の女の子。大帝の《その気ガス》被験者第１号としてノッカーズとなる。バニーガールをネコミミにしたような姿で戦闘能力は特にない。「亡装遺体ネクロマン」のファンらしい。元ネタは「クロノアイズ・グランサー」に登場した（ジャパニメーション専門の）歴史学者「ナスターシャ・キンスキー」。
テンシマン／ケイ
とある組織による実験で「ニワトリ」の能力を発現したノッカーズ。見た目には立派な翼をもっていて高所からの滑空や飛行可能な者に掴まって飛ぶことは可能だが、自力で飛ぶ事はできず、自分の事も含めてあらゆる記憶が「三日間」しか保持できない「鳥頭」。
だが記憶を何度失っても困った人を見捨ててはおけない正義感の持ち主で怒りが頂点に達すると髪が紅く逆立ち、両足が鳥の蹴爪に変化する。飛ぶ事が出来ない代わりに翼でホバリングを行い驚異的な空中機動力を発揮する。
日向子（ひなこ）
ケイに助けられた女学生「テンシマン」の名付け親でケイに服と迷子札を託す。その後も記憶をなくしたケイと接触し変わる事無き彼を手助けする。
カーマ・プリズム、風華魔矢／レクイエム・ランナー
BOOTS救護班「HEAL」特別分隊HI-HEAL、作中時点で二人しか所属していない「心霊型ノッカーズ」に対応する専門家。霊を「倒す」のではなく「成仏（昇華還元）」させるのが目的なので敵の攻撃に対して受け身になりがちで俗に言う所の「脱げ体質」。その為警察官の制服以外に修道服（カーマ）や巫女衣装（魔矢）を常備している。
皆川秋（みながわ あき）
ある種の「衝撃波」を放つ能力を持つノッカーズの少女。ノッカーズとしては然して強力な訳ではないが、他人に疎まれて生きてきた。唯一心を許した人間「日野高志」と共に非合法な「運び屋」をやっていた。
鉄仮面フウ／風（ふう）
自作の強化服で活動する中学生。彼の強化服は正規のブースターに匹敵する能力がありながら「動力源」が搭載されておらず、どの様にして稼働しているのかと思いきやフウ自身が強力な電撃を発生させる力を持つノッカーズだったのである。
桜舞河の作品を読み、ヒーローを志した熱烈なファンで現在は修羅場の際のアシスタントをしている。
晶（あきら）
謎の鉄仮面
ノッカーズではなく特殊スーツを纏い戦う人間。プロメテウスの存在を知り、ひそかに準備を進めていた。「MEAN」を愛していると公言して憚らぬ人物で彼女を「夏鳴（ﾅﾂﾅ）」と呼ぶ。指揮官としての能力も高いようで、プロメテウス最終決戦時には、ヒーローに的確な指示を出し、勝利に貢献した。オーマイガーとの別れ際に『ANSWER(ｱﾝｻｰ)』と名乗る。
ロシナンテ（デザイン/宮崎真一）
ANSWERの駆る専用バイク。通信による遠隔操作も可能で、戦闘時には前部パーツをパージして「エクステンド」と呼ばれる体当たり攻撃も行う。
謎の猫仮面
ANSWERの相棒で名称不明、能力からしてかつて存在した獣人「ラスカンローヴ」らしい。

### 他作品からの登場人物
あおば荘の住人達
ジエンド／明超次（声 - 高木渉）
アルクベイン（声 - 杉田智和）
ノック5
レイズマン・ゼロ（声 - 高野慎平）
ネクロマン（声 - 松井謙典/神谷浩史）
ウサ探（声 - 若本規夫）
五ヶ山橘花（ごかやま きっか）
雫・ロッセリーニ（しずく‐）
MEAN（声 - 堀江由衣）

## 敵
下呼山（げこやま）
練馬区近辺に出没している地上げ屋。大儲けの末に政界入りを画策していたが、その中途半端な権力志向ゆえに侵略大帝の「超銀河カリスマ波」に敗れる。
メガラッパ（仮称）
ケイと同じ組織で暗示を受けてノッカーズ化した男。暴走愚連隊「武鼠団（ブラッドだん）」のリーダー。千葉と茨城の境にある町で好き放題に暴れていた。
場足（ばたり）
プロメテウス配下のマッドサイエンティスト。晶の父親が開発した動力機関の研究データを狙って追いかけていた。ノッカーズの細胞を使ったバイオロイドを開発し自らの肉体にも移植していた。「超銀河カリスマ波」によって侵略大帝の配下となったノッカーズの中にも彼と思われる人物が見られ、このシーンではヒトーリン、アザーゲルンと思われる人物も混ざっており、「マップス」以降久々に「暗黒三幹部」が全員揃った事になる。
プロメテウス
2万7千年前から生き続ける、最古のノッカーズ。神として人類に英知を授けてきたが、オルタレイション・バーストを機に更に破滅へ向かって加速していく人類に絶望し、滅ぼそうと決意する。常にあらゆる他世界から最良の状態の自分の情報を読み込む事により、光速の再生力を持つ。

## 単行本
マガジンZKC
1. 2008年11月21日 ISBN 9784063493962
2. 2009年3月30日 ISBN 9784063494334